# Hòn Đá Bạc
Hòn Đá Bạc thuộc ấp Kinh Hòn, xã Đá Bạc, tỉnh Cà Mau, Việt Nam.

## Giới thiệu
Đây là một cụm hòn lớn, nhỏ nằm liền kề nhau, với diện tích khoảng 6,43 ha, bao gồm: Hòn Ông Ngộ, Hòn Đá Lẻ và Hòn Đá Bạc. Hòn cao nhất chỉ cao khoảng 50 m so với mực nước biển. Theo nhiều tài liệu ghi lại, Hòn Đá Bạc có niên đại khoảng 180 triệu năm (thuộc kỷ Jura giữa - Trung sinh).
Đến viếng cụm hòn này, du khách có thể nhìn thấy vô số những viên đá granit (đá hoa cương) xếp chồng lên nhau, với những hình thù hết sức độc đáo; cùng với các mảng rừng và thảm thực vật nguyên sinh. Ngoài ra, nơi đây còn có Đền thờ Chủ tịch Hồ Chí Minh và Lăng Ông Nam Hải. Trong lăng Ông, có trưng bày và thờ bộ xương cá Ông dài khoảng 13 m. Theo tài liệu, cá Ông vì cứu một chiếc ghe bị chìm nên đã lấy thân mình đưa chiếc ghe dạt vào Kinh Chùa ngày 20 tháng 5 năm 1995. Được khoảng 3 ngày sau, cá voi lụy (chết), người dân đã đem chôn, đến năm 1996 thì đưa bộ xương về Hòn Đá Bạc để thờ. Hằng năm, lễ Nghinh Ông được tổ chức long trọng vào ngày 23 tháng 5 âm lịch.

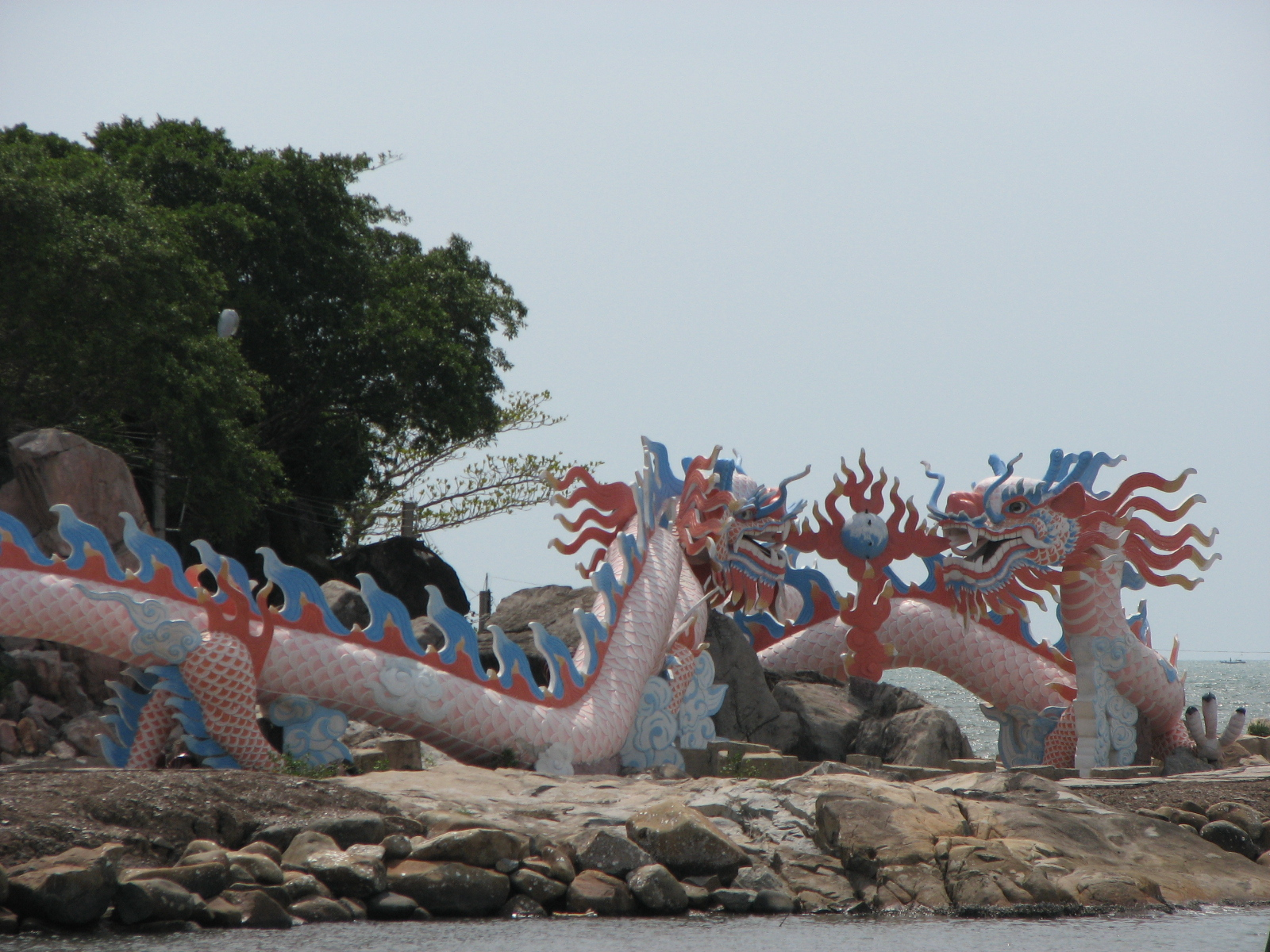
Đôi rồng cảnh làm bằng xi măng cốt sắt tại Khu du lịch Hòn Đá Bạc

Đặc biệt, trước năm 1975, quân lực Việt Nam Cộng hòa đã chọn Hòn Đá Bạc làm nơi đóng trung đội pháo 105 ly để khống chế vùng căn cứ cách mạng Khánh Bình Tây và tuyến ven biển phía Tây Cà Mau. Vào năm 1981, đây còn là địa điểm diễn ra Kế hoạch phản gián CM-12 (kéo dài từ tháng 9 năm 1981 đến 9 tháng 9 năm 1984), đã đánh bại âm mưu lật đổ chính quyền Việt Nam đương thời do Lê Quốc Túy và Mai Văn Hạnh đứng đầu. Ngày 22 tháng 6 năm 2009, Bộ Văn hóa, Thể thao và Du lịch đã ban hành Quyết định số 2245/QĐ-BVHTTDL công nhận di tích "Hòn Đá Bạc - Trung tâm chỉ huy kế hoạch phản gián CM12" là Di tích lịch sử Quốc gia. Hiện nay, Bộ Công an và Chính quyền tỉnh Cà Mau đã xây dựng Tượng đài và nhà trưng bày chiến thắng Kế hoạch phản gián CM12.
Thêm vào đó, Hòn Đá Bạc còn lôi cuốn du khách bởi thú đi câu mực, câu tôm...và các món ăn được chế biến từ nguồn hải sản dồi dào...

## Lịch sử
Trước đây, Hòn Đá Bạc thuộc xã Khánh Bình Tây, huyện Trần Văn Thời quản lý.
Ngày 16 tháng 6 năm 2025, Ủy ban Thường vụ Quốc hội ban hành Nghị quyết số 1655/NQ-UBTVQH15 về việc sắp xếp các đơn vị hành chính cấp xã của tỉnh Cà Mau năm 2025 (nghị quyết có hiệu lực từ ngày 16 tháng 6 năm 2025). Theo đó, thành lập xã Đá Bạc thuộc tỉnh Cà Mau trên cơ sở toàn bộ xã Khánh Bình Tây (bao gồm Hòn Đá Bạc), toàn bộ xã Khánh Bình Tây Bắc và một phần của xã Trần Hợi thuộc huyện Trần Văn Thời.

## Hình ảnh
Dưới đây là một số hình ảnh trong Khu du lịch Hòn Đá Bạc: 

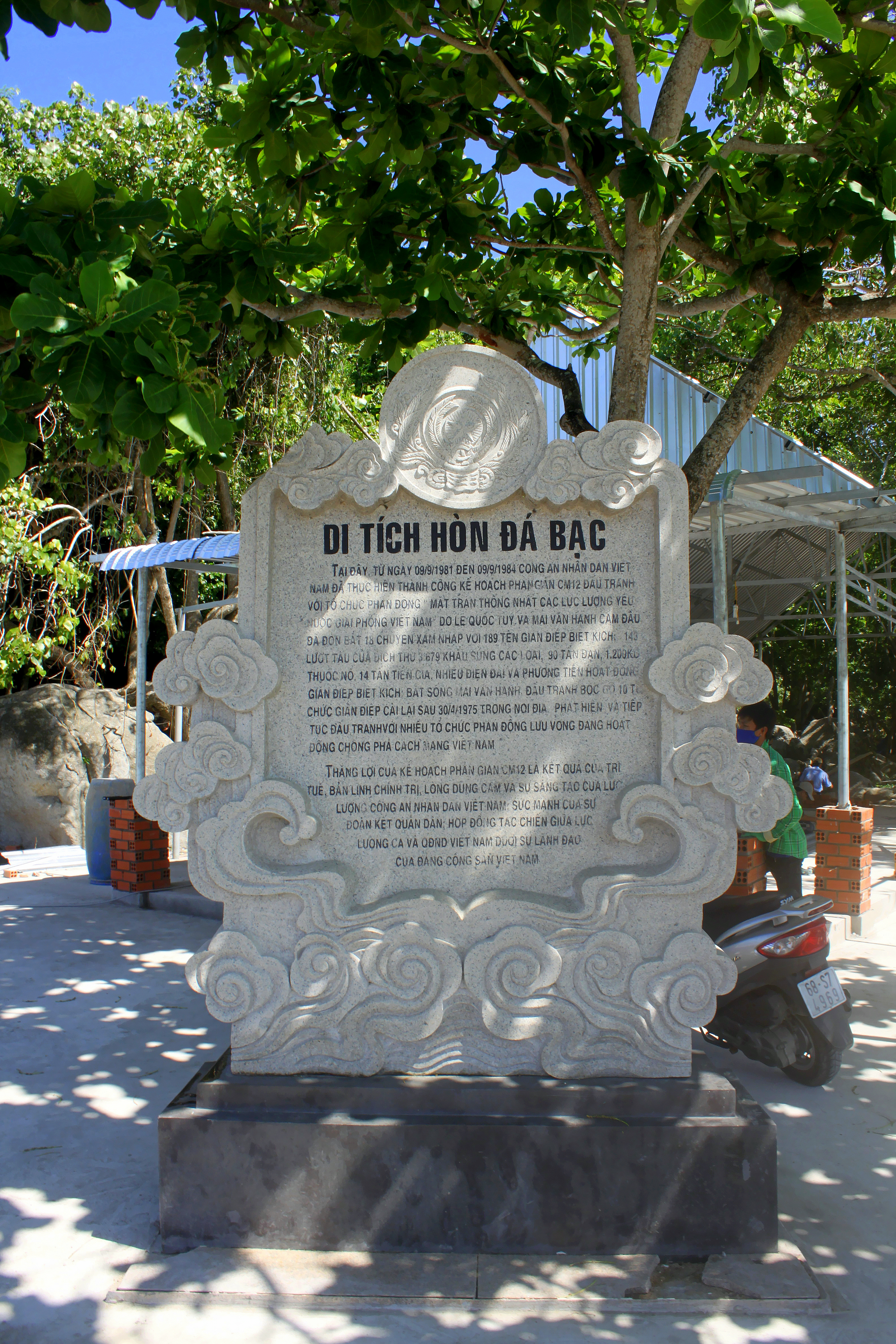
Bia di tích Hòn Đá Bạc.
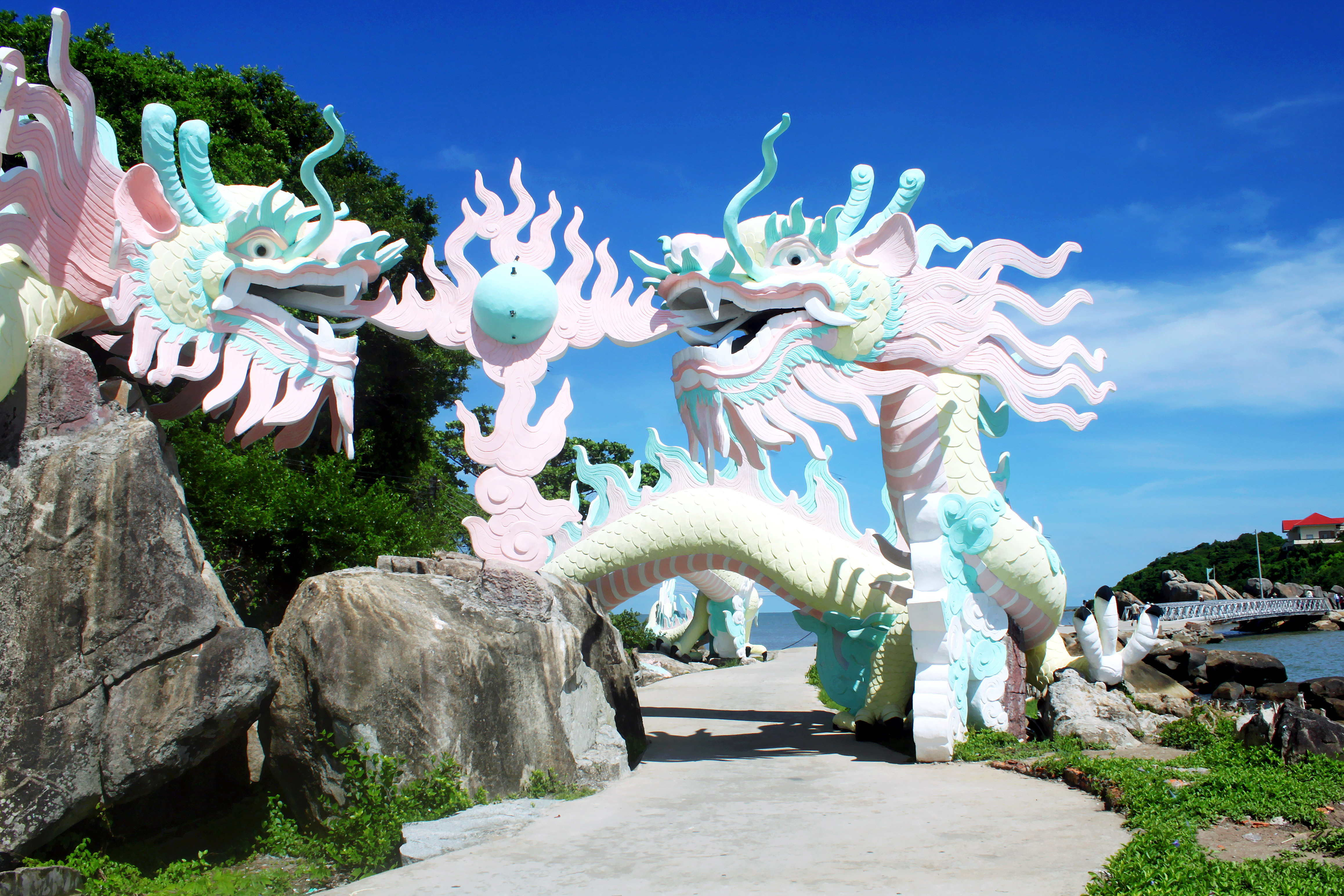
Đôi rồng cảnh được thiết kế giống như một cổng chào.
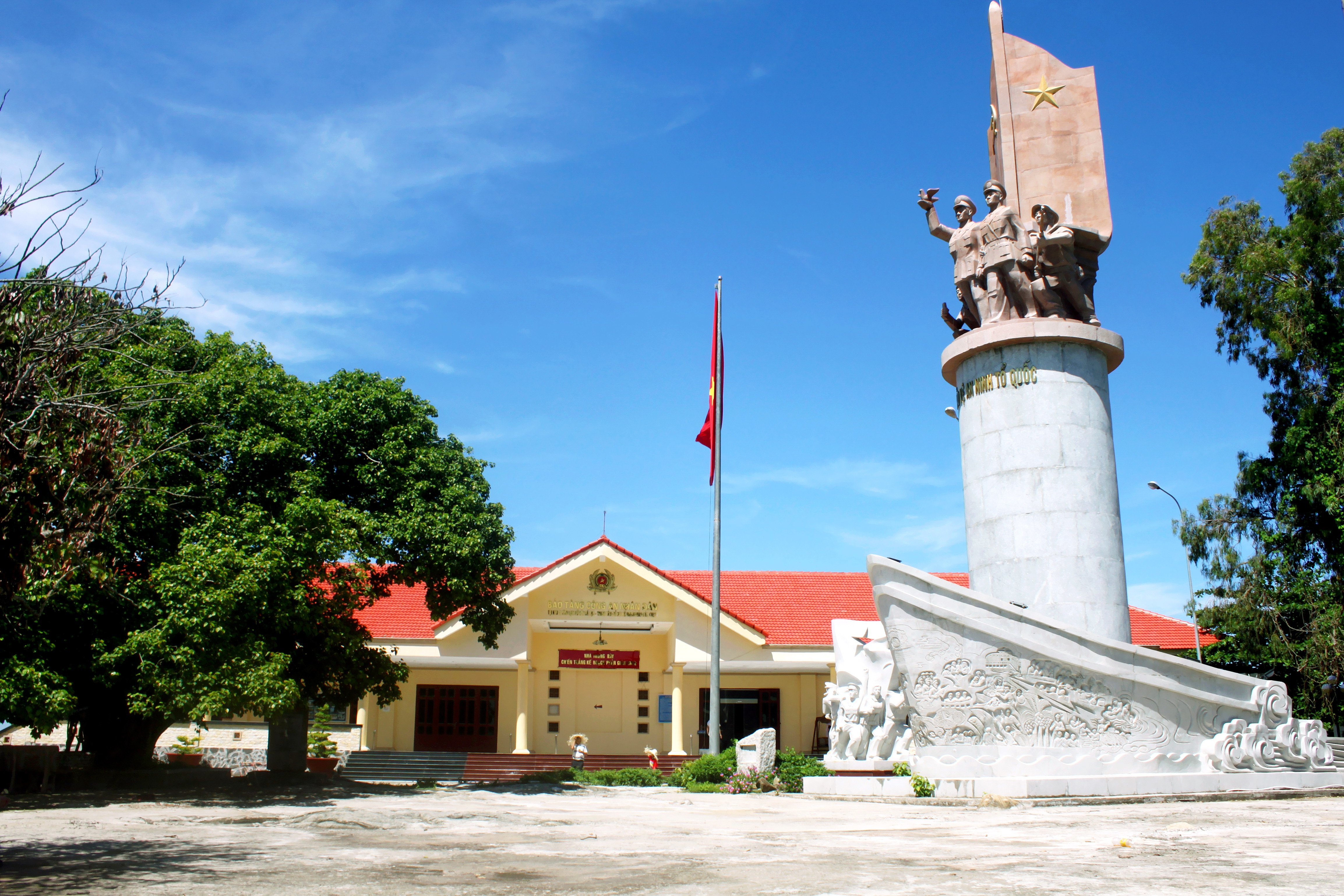
Tượng đài và nhà trưng bày chiến thắng Kế hoạch phản gián CM12.
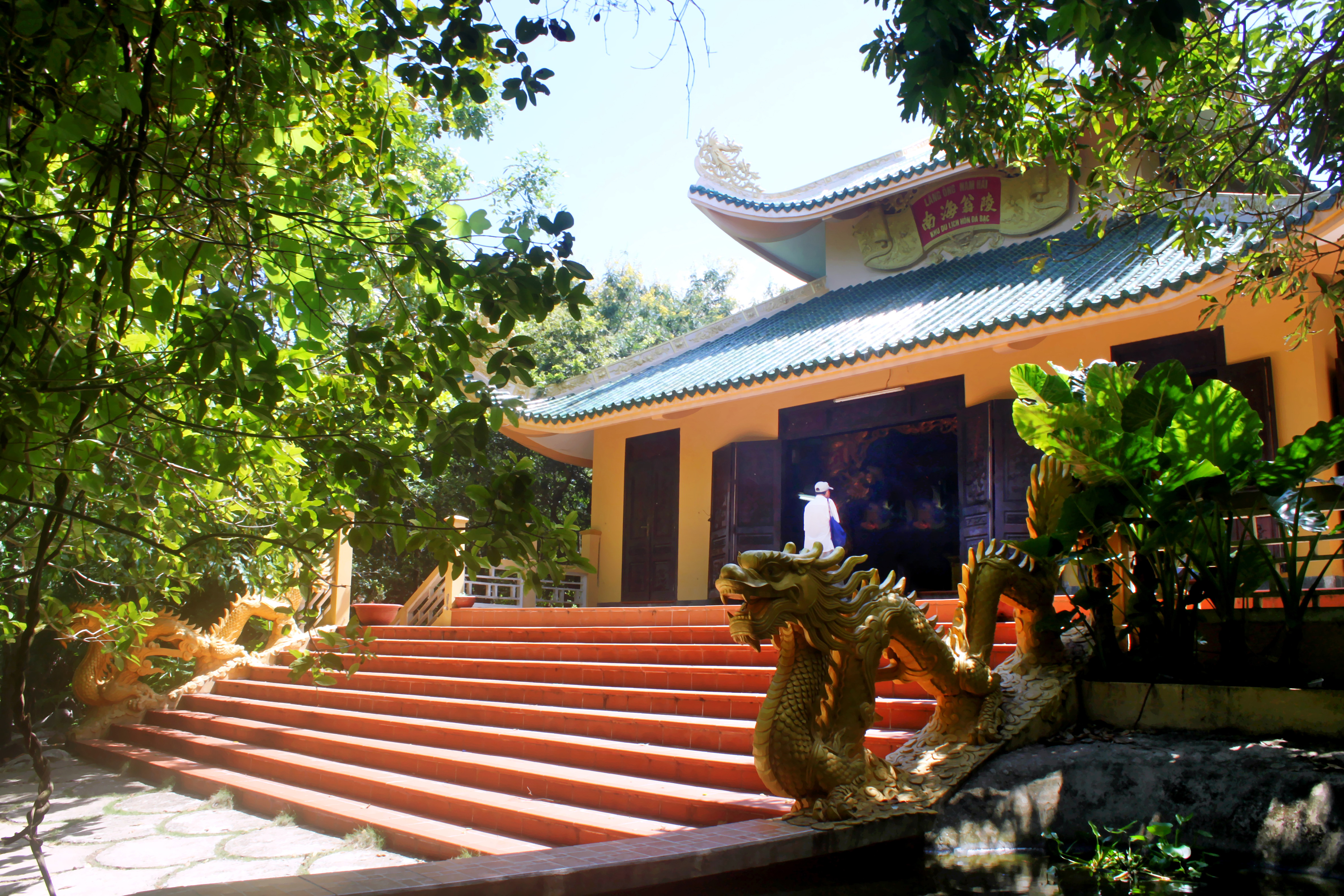
Lăng Ông Nam Hải.
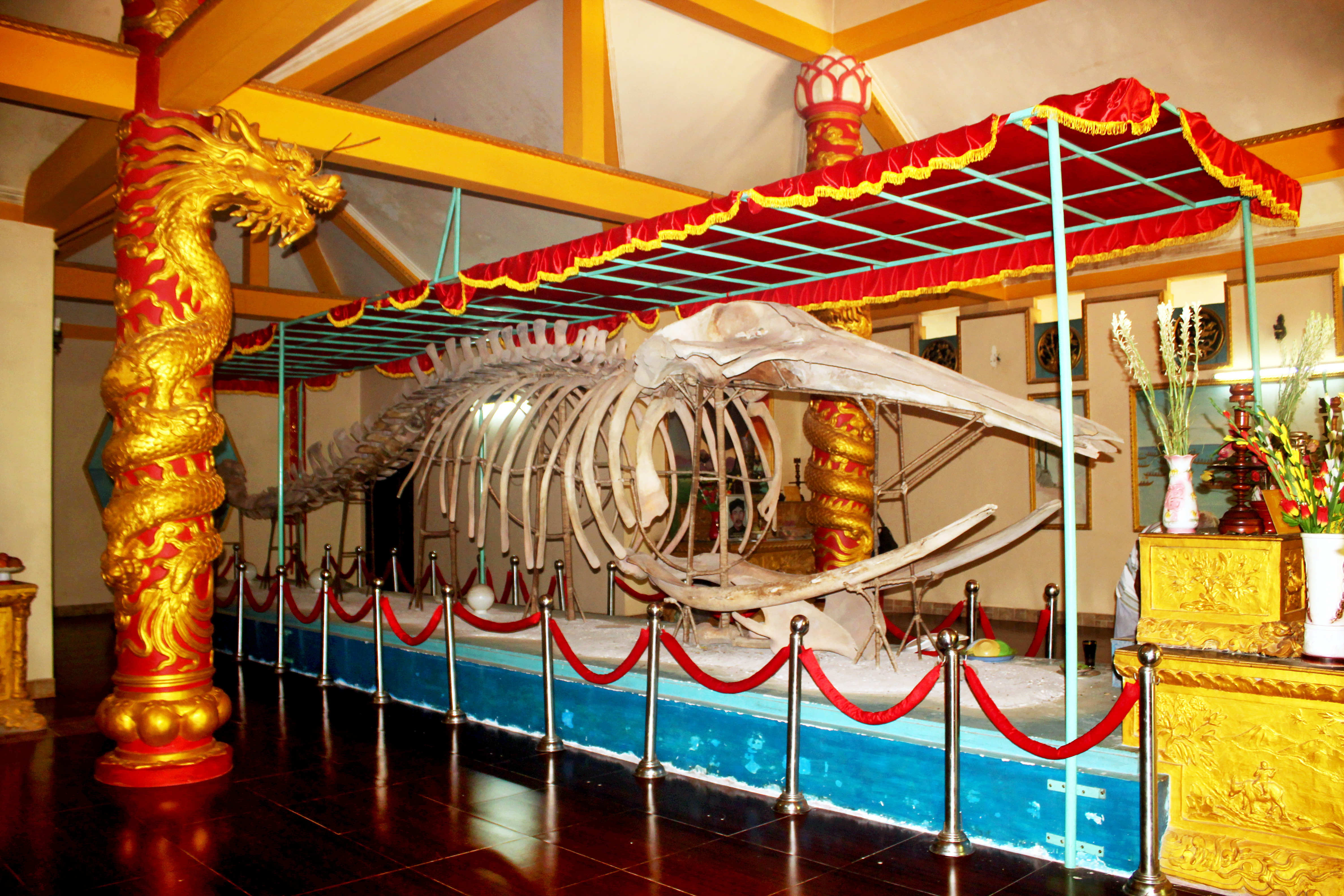
Bộ xương cá voi trong Lăng Ông Nam Hải.
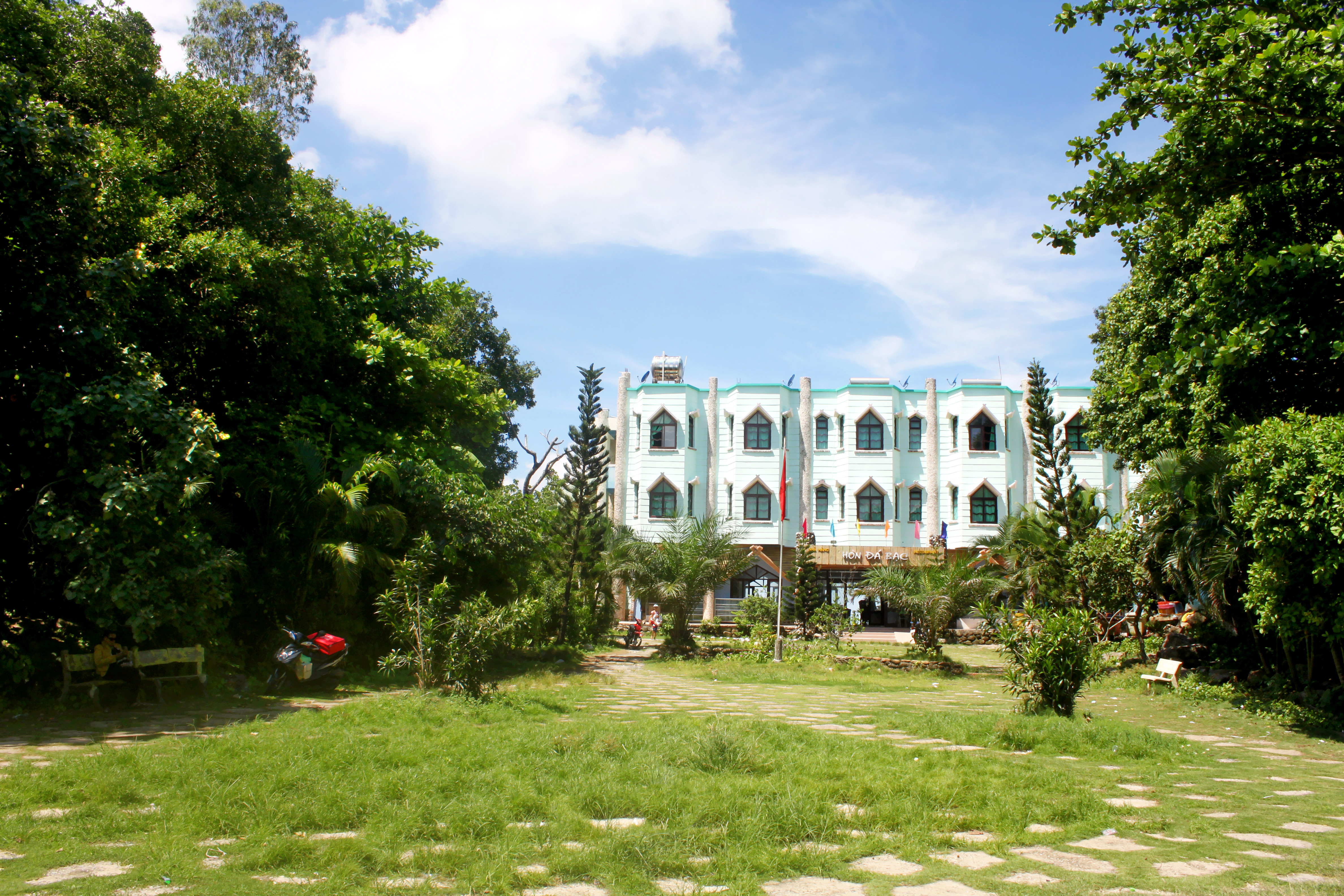
Nhà hàng và khách sạn Hòn Đá Bạc.
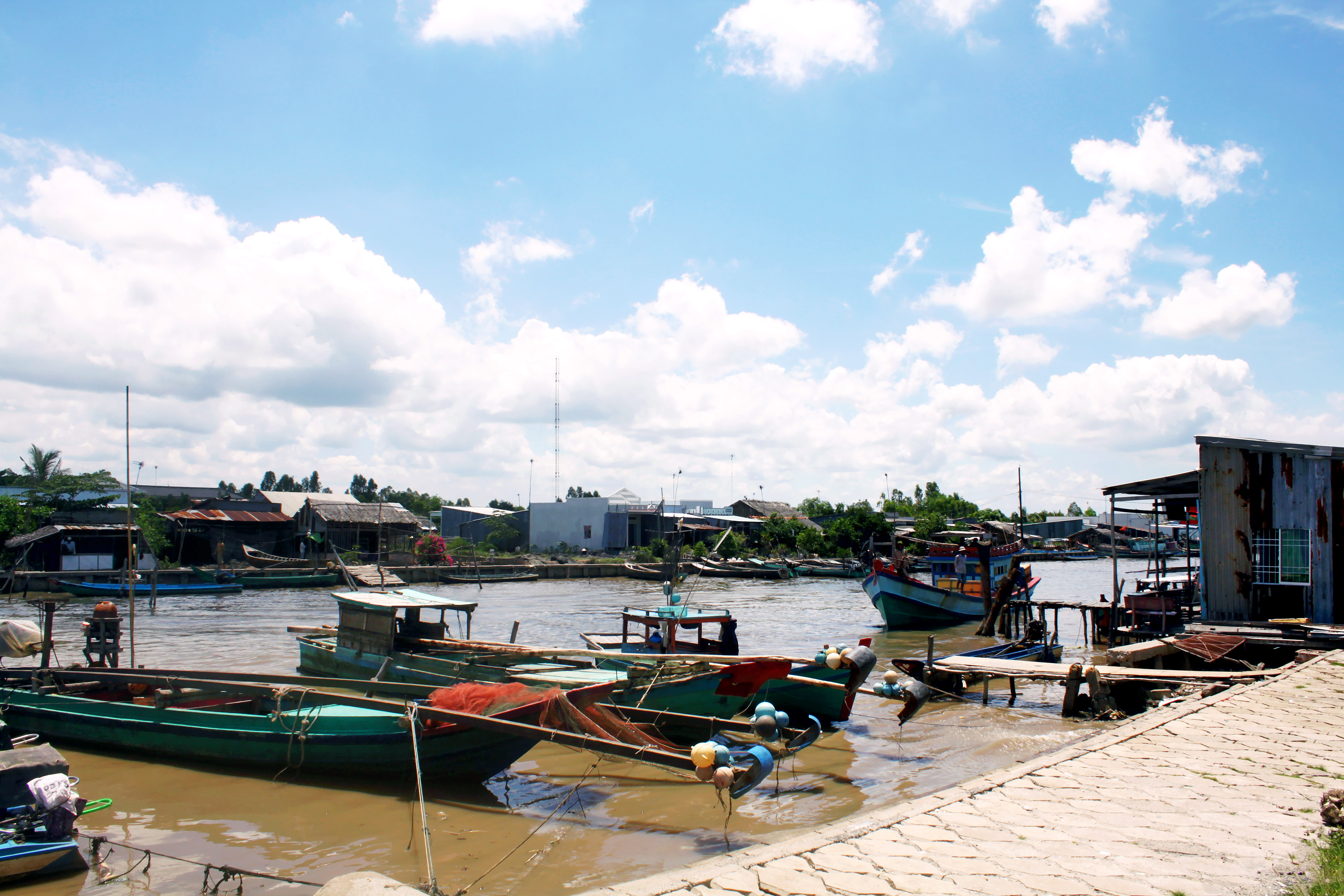
Một góc ấp Đá Bạc B (ở cạnh Khu du lịch Hòn Đá Bạc).
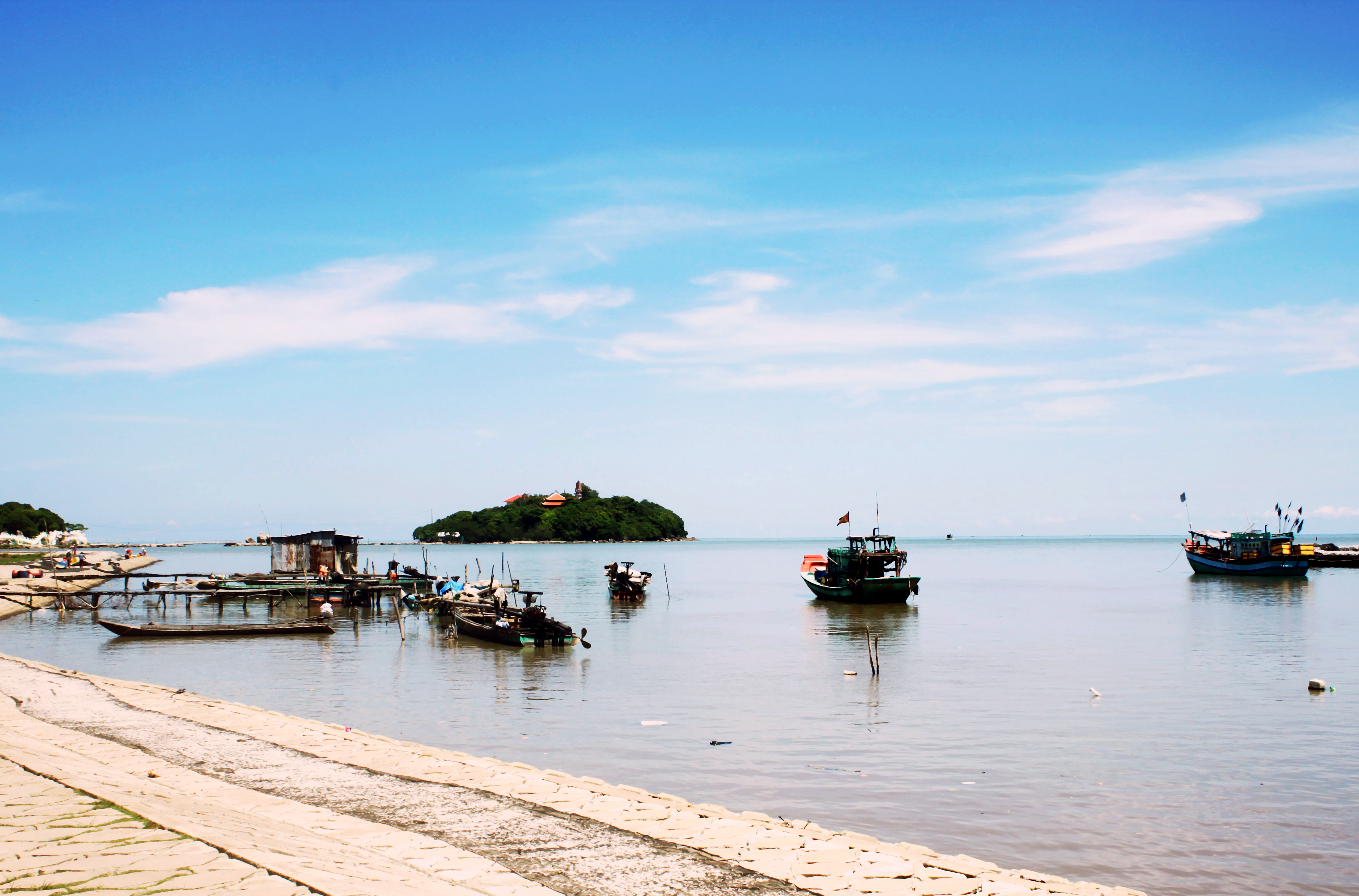
Một cảnh ở tại khu du lịch (ảnh 1).
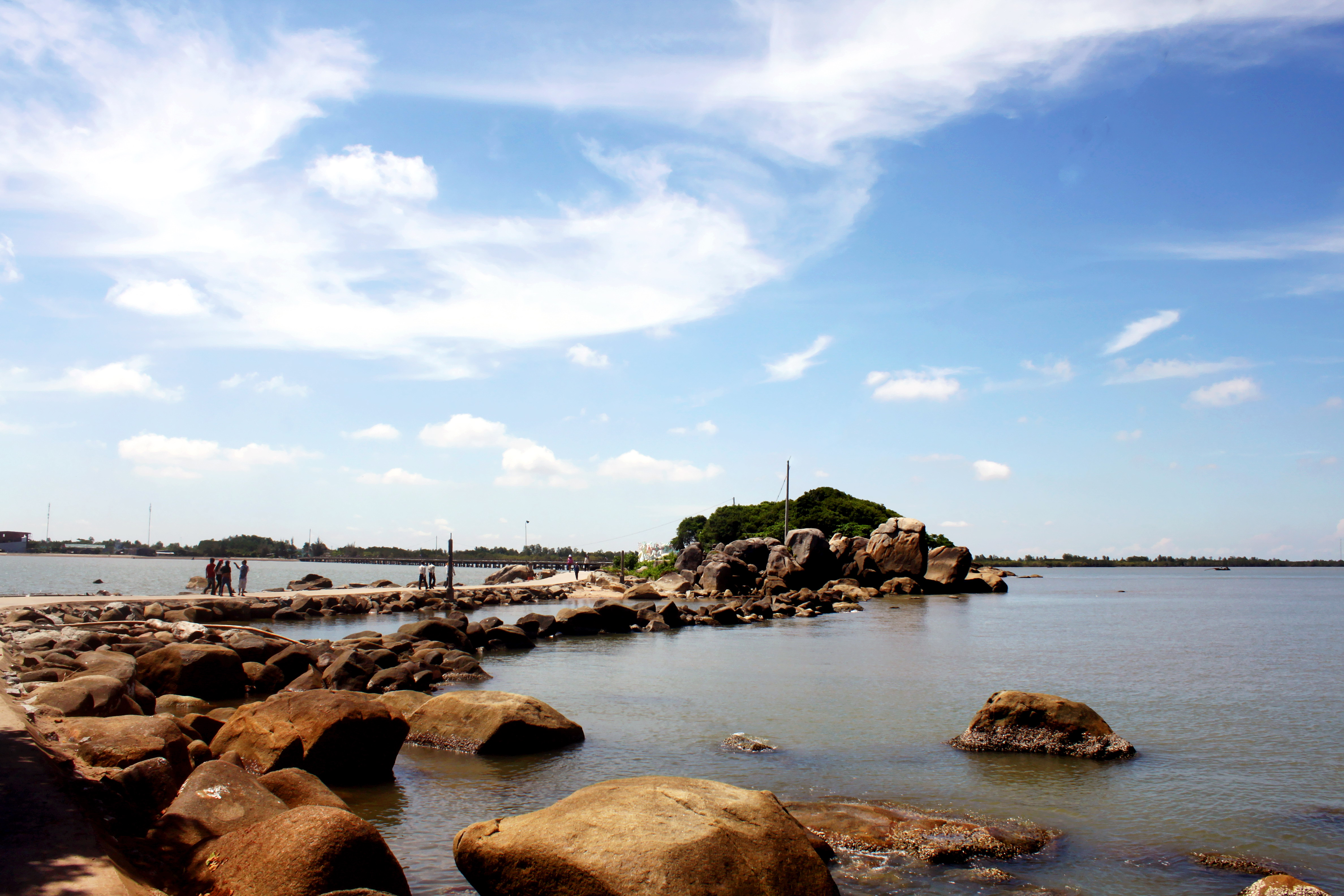
Một cảnh ở tại khu du lịch (ảnh 2).
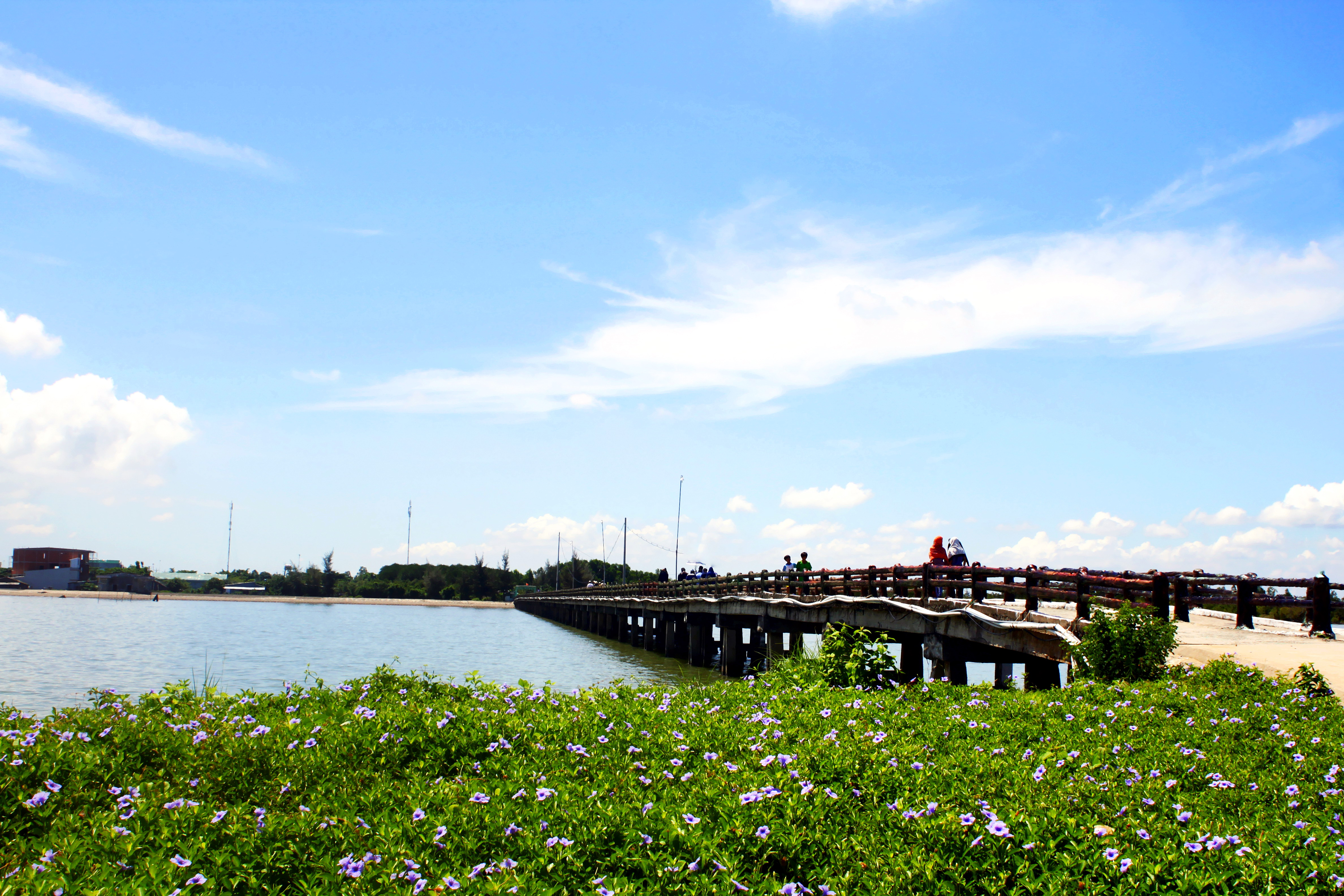
Một cảnh ở tại khu du lịch (ảnh 3).
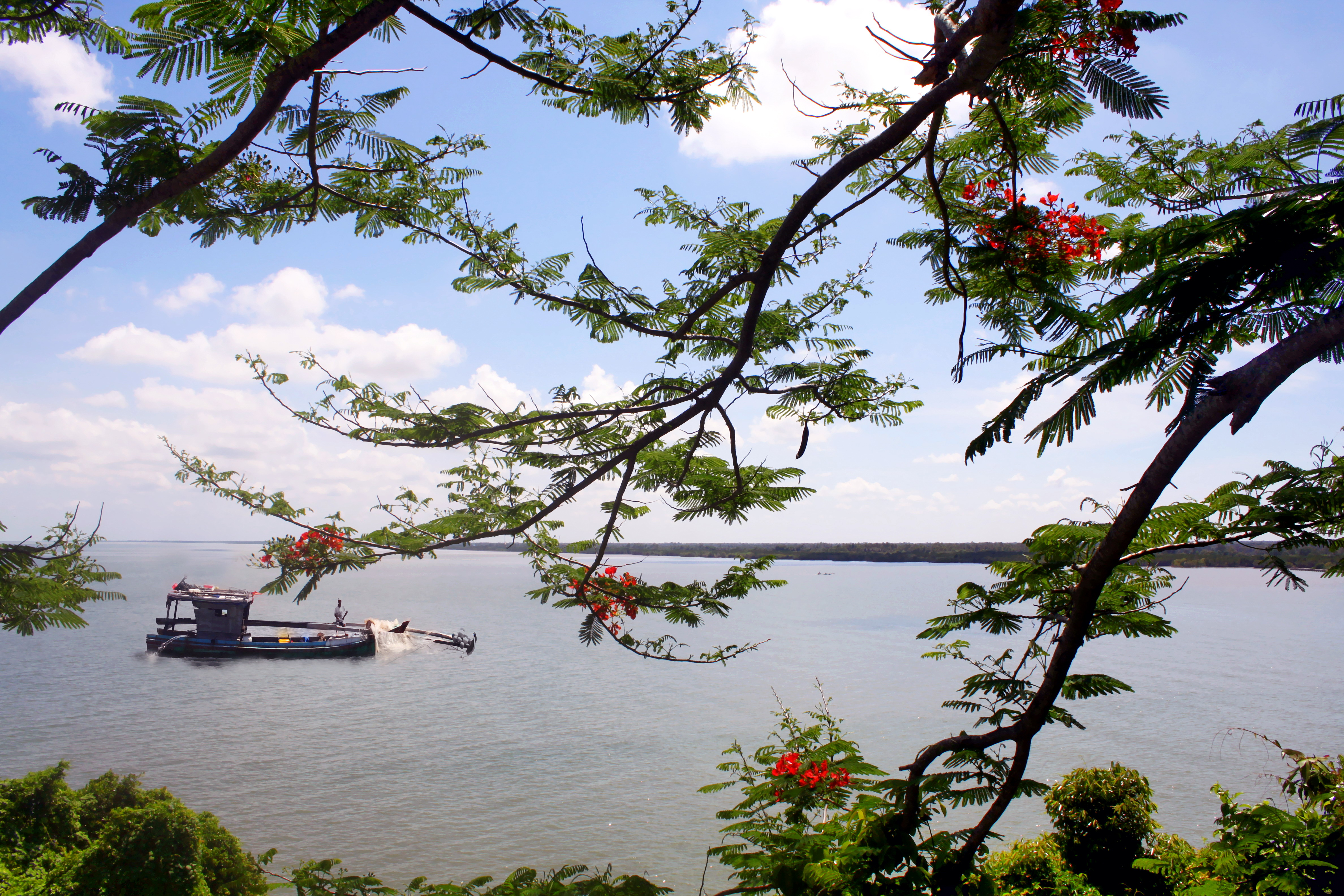
Một cảnh ở tại khu du lịch (ảnh 4).